# Fête de Bastet

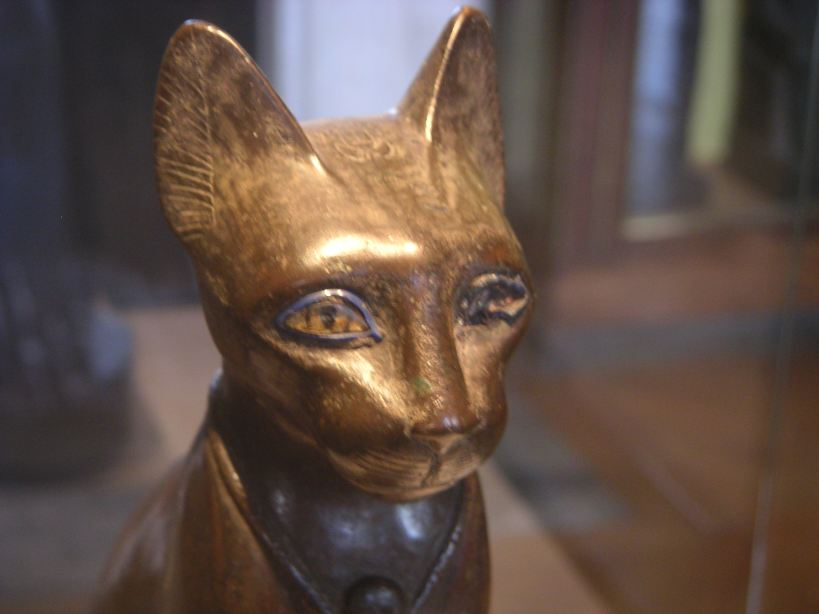
Statuette en bronze de Bastet au Musée du Louvre à Paris.

La fête de Bastet (ou beau festival de l'ivresse) a lieu deux fois par an dans l'Égypte antique et est documenté pour la première fois dans l'Ancien Empire comme une célébration du Nouvel An sous le nom de « Grand Festival de Bastet ». Cependant, les débuts remontent au début de la période dynastique, au cours de laquelle la déesse Bastet était également adorée en tant que Sekhmet. Des liens mythologiques existent également avec Hathor, qui sont visibles dans les similitudes des rituels du festival. Leur site de culte originel de Haute-Égypte a changé au fil du temps pour Bubastis dans le delta du Nil.
Le « Grand Festival de Bastet », qui était au début étroitement lié à la crue du Nil jusqu'au Nouvel Empire, commence de plus en plus tard en raison du décalage du lever héliaque de Sirius. Les Égyptiens ont ensuite célébré le « petit festival de Bastet » avec la fête Ouag, également connu sous le nom de « beau festival de l'ivresse ».

## Date
La date de la fête de Bastet est basée sur le calendrier lunaire de Sothis, lui-même lié au Lever héliaque de Sirius. Le 1er Thoth dans le calendrier lunaire de Sothis signale la nouvelle année. Le festival commençant avant le lever héliaque de Sirius était impossible, puisque seuls les jours du calendrier lunaire de Sothis, du 1er au 29 Thot entraient en ligne de compte. Étant liées à Sirius, les célébrations se déroulaient relativement régulièrement à la même période de l'année, du 3 juin au 14 juillet, de la fin du cinquième millénaire avant notre ère, jusqu'au décret de Canope donnant une plage du 3 juin au 12 août.
Une conjonction extrêmement rare s'est produite en 239 avant notre ère dans la 8e année du règne de Ptolémée III, la fête de Bastet, le lever héliaque de Sirius et la belle fête de la vallée sont tombés le même jour. Pour consolider cette situation, Ptolémée III, publie un décret un an plus tard, qui prévoit l'introduction d'un jour bissextile.

## Fête
Hérodote (Histoires, II 60) décrit le déroulement de la fête avec beaucoup de détails. La crue du Nil rendant le voyage par voie terrestre difficile, le chemin vers Bubastis est parcouru en bateau. Pendant le voyage, les voyageurs chantent avec exubérance et force. Au passage d'une ville, des danses s'ajoutent et les habitants ont droit à des diatribes. Les femmes en particulier font l'objet de propos obscènes et d'offres érotiques explicites.
La consommation d'alcool, surtout de bière et de vin, qui avait déjà commencé à l'arrivée, augmente à l'arrivée à Bubastis : « Où est la bière ? Ma gorge est sèche comme de la paille ». Les rapports d'Hérodote se reflètent dans les compositions démotiques.